# Alexandre Davitašvili
Alexandre „Alexi“ Davitašvili (gruzínsky ალექსანდრე "ალექსი" დავითაშვილი); * 21. červen 1974 Achmeta, Sovětský svaz) je bývalý reprezentant Gruzie v judu.

## Sportovní kariéra
Po předčasném odchodu Davita Chachaleišviliho do důchodu bojoval o místo v reprezentaci převážně s Ramazem Čočišvilim. V roce 2000 dostal přednost startu na olympijských hrách v Sydney. Prohrál v prvním kole s reprezentantem Turecka Tatarolu na koku.
V roce 2005 byl společně s Giorgi Revazišvilim obviněn za vydírání řeckého občana. Obvinění znamenalo konec s vrcholovou kariérou.

## Výsledky
| Turnaj                             | 1993 | 1994 | 1995 | 1996 | 1997 | 1998 | 1999 | 2000 | 2001 | 2002 | 2003 | 2004 |
| ---------------------------------- | ---- | ---- | ---- | ---- | ---- | ---- | ---- | ---- | ---- | ---- | ---- | ---- |
| Olympijské hry                     | -    | -    | -    | dns  | -    | -    | -    | úč.  | -    | -    | -    | dns  |
| Mistrovství světa bez rozdílu vah  | dns  | -    | dns  | -    | dns  | -    | dns  | -    | úč.  | -    | dns  | -    |
| Mistrovství světa bez rozdílu vah  | dns  | -    | úč.  | -    | úč.  | -    | 5.   | -    | dns  | -    | dns  | -    |
| Mistrovství Evropy bez rozdílu vah | dns  | úč.  | 7.   | dns  | dns  | dns  | úč.  | dns  | 3.   | 7.   | dns  | dns  |
| Mistrovství Evropy bez rozdílu vah | dns  | 3.   | dns  | 5.   | 7.   | dns  | dns  | 3.   | dns  | dns  | dns  | 5.   |
| MS juniorů                         | -    | úč.  | -    | -    | -    | -    | -    | -    | -    | -    | -    | -    |
| ME juniorů                         | 2.   | -    | -    | -    | -    | -    | -    | -    | -    | -    | -    | -    |